# 徳島市南井上小学校
徳島市南井上小学校（とくしまし みなみいのうえしょうがっこう）は、徳島県徳島市国府町日開にある公立小学校。

## 関係学校
- 徳島市南井上幼稚園
- 徳島市国府中学校

## 通学区域が隣接している学校
- 徳島市国府小学校
- 徳島市不動小学校
- 徳島市北井上小学校
- 石井町立高川原小学校
- 石井町立石井小学校

国府小の区域のうち、南井上小も選択可能な区域は、以下の学校の区域とも隣接している。
- 徳島市加茂名小学校